# Schwanenbrunnen (Zwickau)
Der Schwanenbrunnen ist ein Springbrunnen in Zwickau am Rande des Schwanenteichparks, nahe der Einmündung der Alten Reichenbacher Straße in die Humboldtstraße.

## Beschreibung
Der Brunnen besteht aus einer Brunnenschale aus Quaderkalk mit Informationsplakette und einer Bronzeplastik mit drei Schwänen, die sich auf einem zentralen polygonalen Sockel über der Wasserfläche erhebt, in die aus seitlichen Rohren und Düsen Wasser einströmt. Der Brunnen wird umrahmt von einer Freifläche und einer sich daran anschließenden Pergola.

## Geschichte
Der Eisenhändler Albin Adolf Barth hatte als Gründer des Verkehrs- und Verschönerungsvereins auch die Eisen-Barth-Stiftung errichtet, um der Stadt Zwickau Gutes zu tun. Er lobte einen Brunnenwettbewerb aus, den der Dresdner Bildhauer Paul Berger gewann. Die Bauarbeiten wurden von Baumeister Sütlinger aus Zwickau ausgeführt. In südsüdöstlicher Blickrichtung des Brunnens befand sich ein am 10. Juli 1932 eingeweihter Musiktempel, welcher ebenfalls vom Verkehrs- und Verschönerungsverein gestiftet und 1994 wieder abgerissen wurde.
Während des Zweiten Weltkriegs wurde die Bronzeplastik eingeschmolzen; direkt nach Ende des Krieges ließ Albin Adolf Barth sie 1945 von Edmund Schorisch neu gießen.
In den 1980er Jahren entstand eine vierspurige Hauptverkehrsstraße, die den Parkteil mit dem Brunnen vom eigentlichen Schwanenteichpark abtrennte.
2019/2020 wurde das Areal saniert. 2022 wurde eine weitere Restaurierung abgeschlossen. Noch im gleichen Jahr kam es zu Vandalismus.

## Sonstiges
Die Tochter von Albin Adolf Barth, Gisela Meierkord (* 5. Januar 1929 in Zwickau; † 11. Juni 2017 in Freiburg im Breisgau), stiftete 1998 für Zwickau ebenfalls einen Brunnen, nämlich das Mühlrad auf dem Kornmarkt. Später vermachte sie Zwickau auch eine Postmeilensäule am ehemaligen Oberen Stadttor und den Neuberin-Gedenkstein neben dem Gewandhaus. Für ihr Engagement wurde sie 2002 mit der Martin-Römer-Ehrenmedaille ausgezeichnet.

## Einzelbelege
1. ↑  Stadt Zwickau: Liebevoll saniert: Parkanlage mit Schwanenbrunnen, beleuchteter Pergola und Rad- und Gehweg freigegeben. In: www.zwickau.de. 11. Juni 2020, abgerufen am 4. Februar 2024.
2. ↑  Ferdinand Heinz, Heiner Siedel: Zur Verwendung von Naturstein an Gebäuden in Zwickau. In: Veröffentlichungen des Museums für Naturkunde Chemnitz. Jahrgang 41 (2018), S. 55–86, hier S. 84 (zobodat.at [PDF; abgerufen am 4. Februar 2024]).
3. ↑  Informationstafel am nordöstlichen Ufer von dem Schwanenteich.
4. ↑  Christian Adler: Zwickau. Der Stadtführer. Chemnitzer Verlag, Chemnitz 2017, ISBN 978-3-944509-48-8, S. 75.
5. ↑  Kulturamt der Stadt Zwickau (Hrsg.): Chronik Zwickau, Band 3: Eine Chronik in Zahlen, Fakten und Bildern. Sandstein Verlag, Dresden 2017, ISBN 978-3-95498-265-3, S. 182.
6. ↑  TV Westsachsen: Schwanenbrunnen sprudelt wieder. 11. Juni 2020, abgerufen am 15. Juli 2024.
7. ↑  Schwäne sind auf Schwanenbrunnen zurückgekehrt. Abgerufen am 15. Juli 2024.
8. ↑  Schwanenbrunnen bleibt aufgrund von Wasserschaden außer Betrieb. Abgerufen am 15. Juli 2024.
9. ↑  Siegfried Meyer: Das Erbe des Eisenhändlers. In: www.freiepresse.de. 11. Juni 2015, abgerufen am 1. Oktober 2015.
10. ↑  Frank Dörfelt: Gisela Meierkord mit 88 Jahren gestorben. In: Freie Presse. 22. Juni 2017, S. 13.